# Обренович, Георгий
Милан Георгий Обренович (серб. Milan George Obrenović; 1889/март 1890 — 9 октября 1925) — претендент на сербский королевский престол с 1903 года. С рождения был известен как Обрен Христич. Внебрачный сын сербского короля Милана I Обреновича и его греческой любовницы Артемисии Христич. После гибели своего сводного брата, короля Сербии Александра Обреновича в 1903 году, Георгий стал претендентом на сербский престол, в противовес новому королю Петру Карагеоргиевичу.

## Рождение и семья

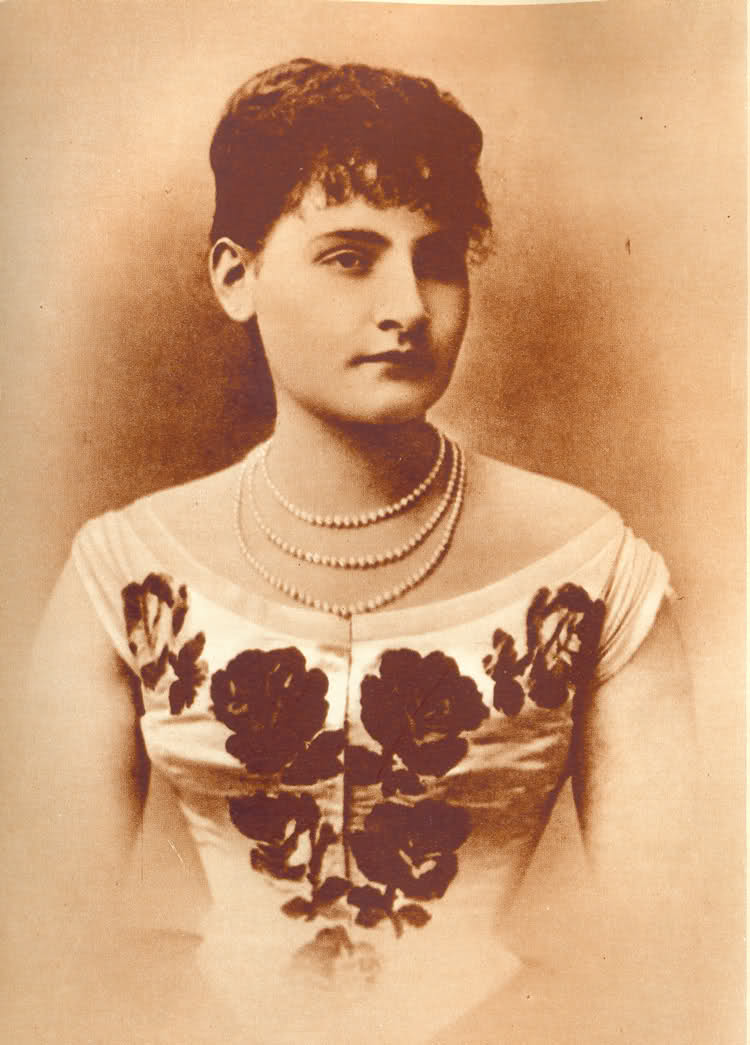
Гречанка Артемисия Христич, мать принца Георгия

Родился в Белграде как Обрен Христич. Признанный королем Миланом в качестве сына, он получил имя Обрен с момента рождения, чтобы подчеркнуть своё родство с правящей династией Обреновичей. Мужем матери Георгия был Милан Христич, частный секретарь короля и сын крупного сербского государственного деятеля Филипа Христича (1819—1905), премьер-министра Сербии в 1860—1861 годах.
Отношения между родителями Георгия и тот факт, что его мать живет в королевском дворце, вызвали большой скандал и привели к тому, что королева Наталья уехала из Белграда вместе со своим сыном, кронпринцем Александром, в Висбаден (Германия). Впоследствии Милан Христич, муж Артемисии, был лишен должности частного секретаря и отправлен за границу как представитель Сербии в Берлине при условии нахождения его жены в Белграде. Это назначение состоялась только после того, как германские власти заявили, что он нежелательная личность, поэтому его отправили в Рим. Несмотря на то, что король Милан Обренович дал письменное обещание о вступлении в брак с Артемисией, его попыткам развестись с королевой Натальей противостоял митрополит Белградский Михаил.
В конце концов оба родителя Георгия разлучились со своими семьями. Через пять месяцев после своего развода, 6 марта 1889 года король Сербии Милан Обренович отрекся от королевского престола, разгневав мать Георгия. После того, как в конечном итоге ей надоело требовать от бывшего короля Милана денежной компенсации, Артемисия с сыном переселилась в Стамбул, где жил её отец, заработавший крупные средства вначале в качестве ландшафтного дизайнера,  садовника и архитектора при дворе турецкого султана, а позднее в банковском деле. Бывший король Милан Обренович не выполнил своего обещания по женитьбе на матери Георгия и через некоторое время даже примирился с бывшей королевой Натальей 8 марта 1893 года.

## Претендент на сербский трон
С разрывом отношений между родителями Георгий воспитывался своей матерью в Стамбуле. После смерти в 1901 году его отца Милана Обреновича в Вене, жизнь Георгия изменилась. Некоторые друзья его покойного отца заинтересовались в нем как в возможном кандидате на сербский престол. Один друг, венгерский граф Евгений Зичи (1837—1906), взял на себя роль опекуна Георгия. Евгений Зичи рассматривал Георгия как своего сына и пытался получить согласие императора Австро-Венгрии Франца-Иосифа I на зачисление Георгия в Терезианскую военную академию. Однако, поскольку его претензии на сербский престол Вене не были выгодны, император отказался дать согласие на зачисление Георгия в военную академию.
Хотя новый король Сербии Александр Обренович (1889—1903), сводный брат Георгия, женатый на Драге Луневице, не имел потомства, Георгий не рассматривался им в качестве возможного преемника сербского престола. Зато Никодий Луневица (брат Драги) и черногорский князь Мирко, женатый на Наталии Константинович (внучка княгини Анки Обренович), считали себя наследниками сербского престола.
После убийства короля Александра и его супруги королевы Драги в 1903 году, престол Сербии был предложен принцу Петру Карагеоргиевичу, чья семья имела многолетнюю вражду с Обреновичами из-за сербского престола. Граф Евгений Зичи утверждал, что Георгий — единственный мужской потомок Обреновичей, и его отец, сербский король Милан, признал его в качестве своего сына, и в таком случае этого было достаточно, что его узаконить, а его претензии на королевский престол удовлетворить и сделать наследником отца и брата. Георгий, получив такую поддержку, начинает активно действовать. Его сторонники публикуют прокламации в Белграде и борются со сторонниками новоизбранного короля Петра Крагеоргиевича. Несмотря на сообщения о том, что Георгий и его мать прибыли в Сербию, это не привело ни к каким беспорядкам. Османский султан посоветовал матери Георгия, чтобы она удержала сына от прогулок по улицам Стамбула из-за опасения, что его попытаются убить.
В 1906 году, через три года после смерти своего сводного брата Александра Обреновича, Георгий предпринял новую попытку захватить сербский престол . В июне во время обучения в Клаузенбурге в Венгрии между Георгием и студентом местного университета произошла ссора в кафе, которая привела к дуэли на шпагах. Несмотря на то, что Георгий пережил дуэль, он стал чувствовать себя хуже, так как получил серьезные травмы головы, плеча и груди. В конце этого же года Георгий перенес еще один удар, когда его покровитель, граф Евгений Зичи, скончался на второй день Рождества . Опекун позволил Георгию воспользоваться своими деньгами, чтобы поддержать свои претензии, поскольку король Милан Обренович ничего не оставил своему сыну. Еще не все было потеряно, поскольку Георгий все ще имел большое состояние, которым располагал его дед в Стамбуле.

## Безызвестность
После своего возвращения в Стамбул в феврале 1907 года Георгий пережил попытку покушения, когда человек с кинжалом в руках попытался ударить его в грудь, но он отделался только царапиной. Через пять месяцев, в июле 1907 года, когда Георгий прогуливался по османской столице, была взорвана бомба у посольства США в Стамбуле. Позднее он заявлял, что это попытка убийства была совершена агентами короля Петра Карагеоргиевича. Это объяснение взрыва было воспринято определенным скептицизмом, и некоторые рассматривали его как попытку использовать взрыв для того, чтобы сохранить Георгия известным в глазах общественности. В следующем месяце сообщалось, что Георгий пытался покончить с жизнью после того, как османские власти отказались разрешить ему взять фамилию Обренович. Однако, возник еще один вопрос, поскольку расследование о взрыве бомбы показало, что Георгий сам устроил его, чтобы это выглядело как попытка покушения на его жизнь. В результате он был изгнан из Турции. Разоблачение также стоило Георгию наследства от своего дедушки, который разозлился на своего внука и вычеркнул его из своей жизни. Его дед умер в том же году, не помирившись со своим внуком.
Из Турции Георгий отправился в Париж, откуда планировал поехать в Австро-Венгрию, где получил определенную поддержку друзей своего покойного отца Милана Обреновича, которые видели в нем претендента на сербский королевский престол. Чтобы улучшить свое финансовое состояние, он предпринял неудачные попытки завести для себя богатую жену в Австро-Венгрии или Америки. Когда Георгий лишился поддержки, он стал путешествовать по Европе, скрываясь от своих кредиторов.. В конце концов Георгий впал в бедность и стал перебиваться разными работами, чтобы выжить. Из-за недостатка квалификации он не смог работать в австро-венгерских государственных министерствах и вынужден был работать на различных работах. Георгий был конюхом и жокеем, пробовал петь в кафе и на сцене, но он вынужден был отказаться от этой карьеры из-за того, что представлялся принцем . Затем он работал портье в спальных вагонах в восточном экспрессе. Его имя через некоторое время вновь появилось в связи со старыми претензиями на сербский трон во время Первой мировой войны, когда в январе 1916 года было ошибочно сообщено, что он был провозглашен немцами и австро-венграми королем Сербии.
Позднее Георгий стал писателем, однако единственной книгой, которую он написал, о жизни его отца короля Милана, была запрещена сербским правительством. Георгий Обренович скончался без денег в венгерском приюте для бедных 9 октября 1925 года.

## Возможные потомки
По сообщению сербской медиакомпании «Новости» в 2003 году, у Георгия Обреновича был сын по имени Стефан, служивший кавалерийским капитаном во французской армии. У Стефана также был сын по имени Панта (Панка) Обренович (так известный как Марк Эмэ), который исполнял обязанности председателя «Фонда Обреновича» до своей смерти в Париже в 2002 году.